# Kazuki Ganaha
Kazuki Ganaha (Naha, Prefectura d'Okinawa, Japó, 26 de setembre de 1980) és un futbolista japonès que disputà sis partits amb la selecció japonesa.